# Peter Biziou
Peter Biziou (8 de agosto de 1944) é um diretor de fotografia britânico. Venceu o Oscar de melhor fotografia na edição de 1989 por Mississippi Burning.